# Mher Hovhanissian
Mher Hovhanissian (17 de setembre de 1978) és un jugador d'escacs armeni i posteriorment belga, que té el títol de Gran Mestre des de 2018.
A la llista d'Elo de la FIDE del gener de 2022, hi tenia un Elo de 2417 punts, cosa que en feia el jugador número 12 (en actiu) de Bèlgica. El seu màxim Elo va ser de 2536 punts, a la llista del setembre de 2014.

## Resultats destacats en competició
Mher Hovhanissian va rebre el títol de Mestre Internacional el 1998 i el de Gran Mestre Internacional el 2018.
Ha guanyat el campionat belga d'escacs cinc vegades (els anys 2009, el 2010, el 2015, el 2017 i el 2018).
Hovhanissian va representar Armènia al campionat del món d'escacs juvenil de 1998, en què acabà 17è de 34 jugadors.
Va jugar amb Bèlgica als Campionats d'Europa per equips de 2015 (3,5/9 al primer tauler) i 2017 (2/8 al primer tauler) i a l'Olimpíada d'escacs del 2018 a Batum (3,5/7 al cinquè tauler).